# Loch Coruisk
Loch Coruisk (schottisch-gälisch Coire Uisg) ist ein Süßwassersee in den schottischen Highlands. Er liegt in Minginish im Südwesten der Insel Skye am Fuß der Black Cuillin in unbewohntem Gebiet. Der See wird von keiner Straße erschlossen und gilt als einer der abgelegensten Orte Großbritanniens.
Loch Coruisk hat die typische Form eines in der Eiszeit durch Gletscher entstandenen, langgezogenen Sees. Er ist etwa 2,4 Kilometer lang, aber nur etwa 400 m breit. Der See liegt etwa 200 m von Loch Scavaig entfernt, einem Sea loch, in welches er über den Scavaig entwässert, mit wenigen hundert Metern einer der kürzesten Flüsse Großbritanniens. Im Loch Coruisk liegen mehrere kleine Inseln. Der See ist von einer weitgehend baumlosen und felsigen Bergwelt umgeben und ein beliebtes Ziel für Wanderer. Eine elf Kilometer lange Route führt von der nördlich gelegenen Ansiedlung Sligachan zum See, eine weitere, etwa sieben Kilometer lange Wanderroute verläuft von dem kleinen Dorf Elgol auf der Halbinsel Strathaird entlang des Meeresufers nach Loch Coruisk. Auf dieser Route muss allerdings der Bad Step passiert werden, eine steil ins Meer abfallende Felsplatte.

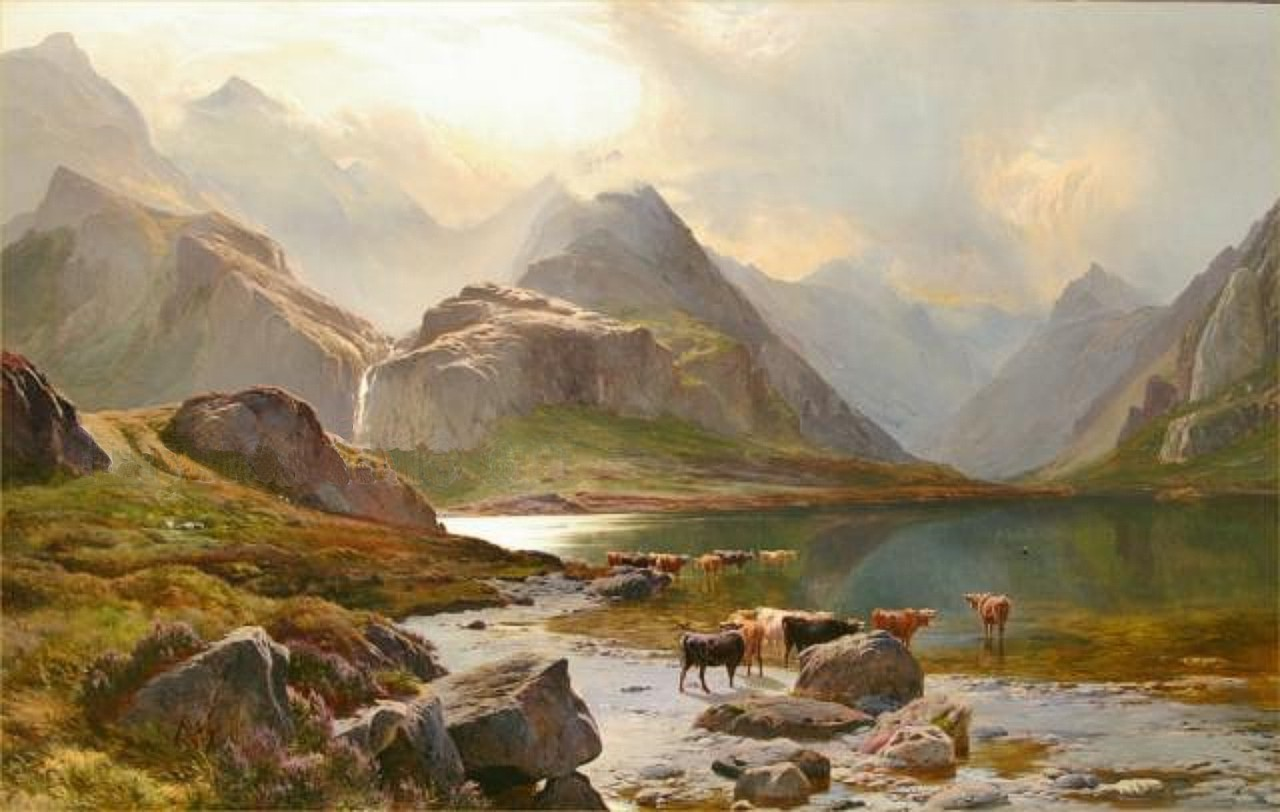
Loch Coruisk, Gemälde von Sidney Richard Percy aus dem Jahr 1874.

Darüber hinaus kann man den See von Elgol aus auch mit dem Boot erreichen. Am Pier von Elgol können Überfahrten zum Loch Coruisk gebucht werden. Die Überfahrt dauert etwa 30 Minuten und wird von den Boots-Skippern gerne dazu genutzt, einen Abstecher zu den Seehundbänken in der Bucht zu unternehmen. Von der Anlegestelle führt eine etwa 500 Meter lange Wanderung über unbefestigte Wege direkt zum Loch, der zu den 50 meistfotografierten Motiven Großbritanniens zählen soll.
Bereits im 19. Jahrhundert war Loch Coruisk zur Zeit der Romantik Ziel für Dichter und Maler. Zu den Besuchern gehörten unter anderem Walter Scott, Sidney Richard Percy und William Turner. Alfred Tennyson dagegen bekam Loch Coruisk aufgrund von Nebel nicht zu Gesicht.